# María Paulina Soto
María Paulina Soto Labbé (Arica, 24 de junio de 1964) es una doctora en estudios americanos, especializada en estudios sociales y políticos, licenciada en educación y política chilena, militante del Frente Amplio. Entre marzo y septiembre de 2022, se desempeñó como subsecretaria del Patrimonio Cultural de su país bajo el gobierno del presidente Gabriel Boric.

## Biografía

### Formación
Realizó sus estudios superiores en el doctorado en estudios americanos, y obtuvo una especialización en estudios sociales y políticos en el Instituto de Estudios Avanzados de la Universidad de Santiago de Chile. Asimismo, tiene estudios incompletos de derecho, completando una licenciatura en educación con mención en historia y geografía en la Universidad de Concepción.

### Trayectoria profesional
Ha ejercido su profesión en el sector cultural, dedicándose a diferentes áreas, como la investigación aplicada, la docencia universitaria, la gestión pública y la cooperación cultural internacional, en este último, como especialista en políticas culturales. Participó en el diseño e implementación de más de cuarenta investigaciones de uso académico y aplicadas a políticas culturales, con alcance nacional e internacional, y es autora de más de sesenta publicaciones en el área.
Por otra parte, durante el segundo gobierno de Michelle Bachelet, bajo el mandato de Claudio di Girólamo en la División de Cultura del Ministerio de Educación, coordinó el proyecto «Cartografía Cultural de Chile», y luego ejerció como directora del Departamento de Estudios y Documentación del Ministerio de las Culturas, las Artes y el Patrimonio. Además, fungió como vicerrectora académica y como titular de la rectoría de la Universidad de las Artes de Ecuador entre 2017 y 2020.
Es integrante del Laboratorio Iberoamericano de Investigación y Desarrollo en Políticas Culturales y fue seleccionada por UNESCO para conformar el primer banco de expertos en gobernanza cultural.
Por otra parte, colaboró con la UNESCO y la Secretaría General Iberoamericana (Segib) en la preparación de la documentación y los estudios para la Cumbre México 2022, hito de evaluación del aporte de la Cultura a la Agenda 2030 para el Desarrollo Sostenible.

### Trayectoria política
Militante del partido Revolución Democrática (RD), en febrero de 2022 fue designada por el entonces presidente electo Gabriel Boric, como titular de la Subsecretaría del Patrimonio Cultural de dicho Ministerio, siendo la primera mujer en el cargo. Asumió esa función el 11 de marzo de dicho año, con el inicio formal de la administración. El 8 de septiembre, Boric efectuó cambios en la titularidad de seis subsecretarías de Estado, entre las cuales estaba la del Patrimonio Cultural, siendo sustituida por la también militante de RD, Carolina Pérez.